# Campagne dalmato-illiriche (13-9 a.C.)
Le guerre dalmato-illiriche e pannoniche degli anni 13-9 a.C. (chiamate dai Romani Bellum Pannonicum) al tempo dell'imperatore romano Augusto, rappresentano la chiave di volta per comprendere l'occupazione del settore strategico più importante dell'intero limes romano, ovvero il settore danubiano.
Ronald Syme scrive che «Roma, sotto le vesti di portatrice di pace, durante il Principato di Augusto, intraprese una politica razionale e sostenuta di conquista in Europa». Il compito più arduo era quello di completare la sottomissione dell'area centrale dell'Impero romano, vale a dire la sottomissione dell'Illyricum e dei Balcani, avanzando con la frontiera verso nord, fino al Danubio. Sempre il Syme sostiene che, se la conquista della Germania non era essenziale nei piani di Augusto, e che poteva essere abbandonata senza danno anche in seguito alla disfatta della selva di Teutoburgo (9 d.C.), al contrario quando l'intero Illirico si ribellò (6-9 d.C.), Roma non si ritirò e combatté una guerra sanguinosissima per oltre tre anni fino alla sottomissione totale, che «fu la più tremenda delle guerre esterne, dopo le guerre puniche».
In futuro, dopo aver raggiunto questo primo obbiettivo, Augusto aveva progettato di occupare la Boemia dei Marcomanni di Maroboduo (nel 6 con Tiberio), congiuntamente con gli eserciti della Germania Magna, in modo da portare la frontiera settentrionale fino ad occupare gran parte dell'Europa centrale, fino all'Elba. In seguito la dislocazione degli eserciti lungo il più importante fiume europeo, permise la conquista della Dacia da parte di Traiano e della Marcomannia da parte di Marco Aurelio (ai tempi delle guerre marcomanniche).

## Contesto storico
Quasi a dispetto dell'indole apparentemente pacifica di Augusto, il suo principato fu il più travagliato da guerre di quanto non lo siano stati quelli della maggior parte dei suoi successori. Solo Traiano e Marco Aurelio si trovarono a lottare contemporaneamente su più fronti come era accaduto al primo degli Imperatori romani. Sotto Augusto, infatti, furono coinvolte tutte le frontiere, dall'oceano settentrionale fino alle rive del Ponto, dalle montagne della Cantabria fino al deserto dell'Etiopia, in un piano strategico preordinato che prevedeva il completamento delle conquiste attorno all'intero bacino del Mediterraneo e fino al cuore dell'Europa centrale, con lo spostamento dei confini, a nord lungo il Danubio e ad est lungo l'Elba (in sostituzione del Reno).
Le campagne di Augusto furono effettuate con il fine di consolidare le conquiste disorganiche dell'età repubblicana, le quali rendevano indispensabili numerose annessioni di nuovi territori. Mentre l'Oriente poté rimanere più o meno come Antonio e Pompeo lo avevano lasciato, in Europa fra il Reno ed il Mar Nero fu necessaria una nuova riorganizzazione territoriale in modo da garantire una stabilità interna e, contemporaneamente, frontiere più difendibili.
Ottaviano nel corso degli anni 35-33 a.C. era riuscito ad occupare l'alta valle del fiume Sava fino alla roccaforte di Siscia cominciando ad incunearsi tra le genti della Pannonia lungo il fronte occidentale. Le province senatorie dell'Illyricum e della Macedonia avevano però una frontiera insicura composta da poche legioni, i cui fianchi erano protetti, a nord dai regni clienti di Norico e degli Odrisi di Tracia.

### Fronte italico-illirico
17 - 16 a.C.Lungo il fronte occidentale dell'Illirico, Publio Silio Nerva, governatore dell'Illirico, procedette a completare la conquista del fronte alpino orientale, oltre al Norico meridionale, ottenendo una forma di vassallaggio da parte del regno del Norico settentrionale (popolazione dei Taurisci). I figliastri di Augusto, Druso e Tiberio, nel 15 a.C., sottomisero la Rezia, Vindelicia e Vallis Poenina, con un'operazione "a tenaglia", il primo proveniente dal Brennero ed il secondo dalla Gallia. Era ora giunto il momento di completare il progetto della totale sottomissione dell'Illirico occupando i territori a sud dei fiumi Drava/Sava fino alla confluenza con il Danubio.

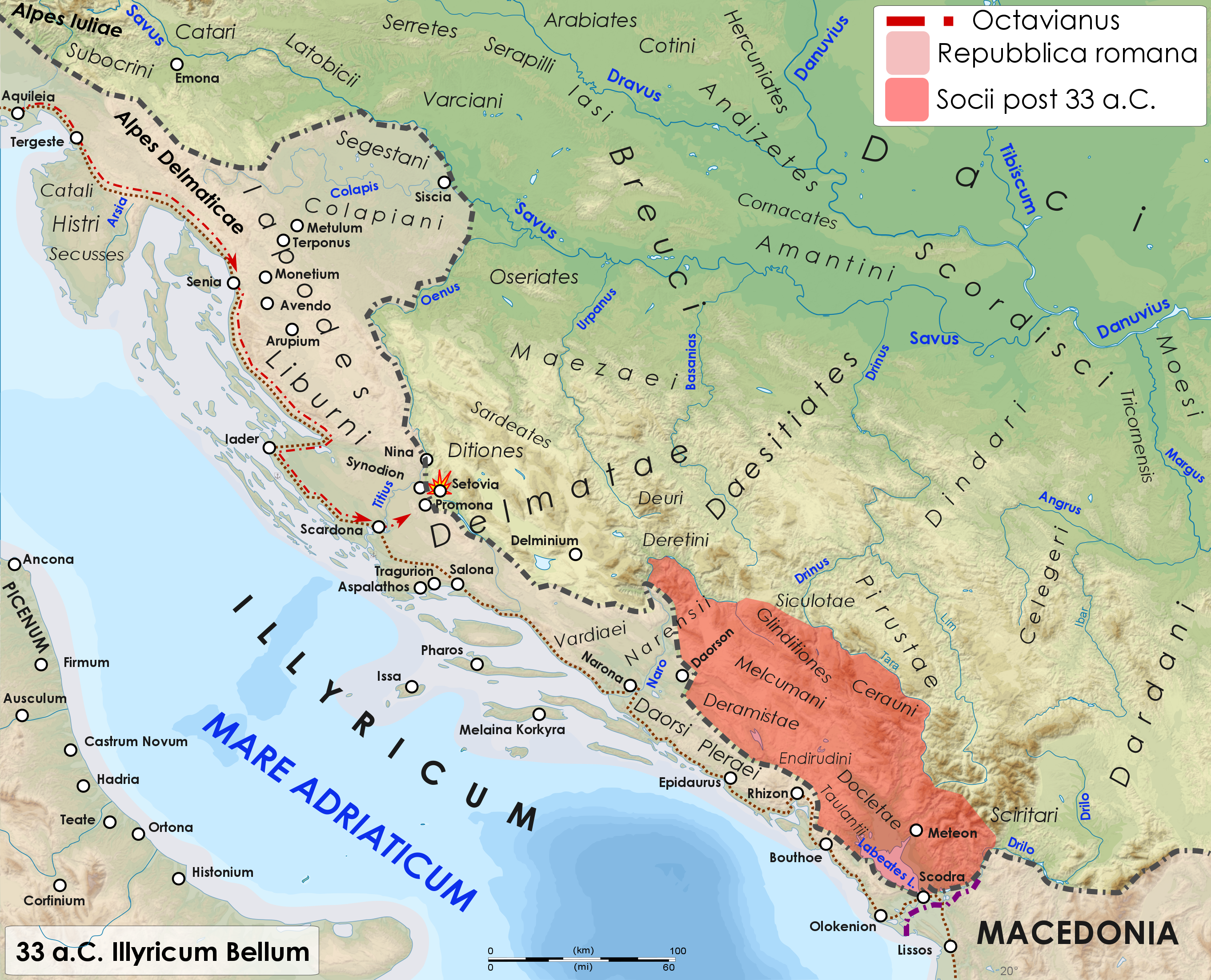
L'Illyricum dopo le campagne militari di Ottaviano (35-33 a.C.). Evidenziati in rosa i territori romani, in rosso quelli delle popolazioni alleate

### Fronte macedonico
Lungo il fronte orientale dell'Illirico, tra il 29 ed il 16 a.C., si procedette ad azioni combinate insieme ai re "clienti" traci, contro le popolazioni di Mesia e Tracia, oltre a quelle sarmatiche, getiche e bastarne, cominciando una lenta penetrazione verso settentrione dai confini della provincia romana di Macedonia.
29 a.C.Il primo ad intraprendere campagne nell'area balcanica fu il proconsole di Macedonia, Marco Licinio Crasso, in quale batté ripetutamente le popolazioni di Mesi, Triballi, Dardani, Geti e Daci (nel 29 e 28 a.C.). Crasso intraprese la sua prima campagna per aiutare la popolazione alleata dei Denteleti., che era stata attaccata dai Bastarni, che in precedenza avevano sottomesso anche le popolazioni limitrofe di Triballi e Mesi. Crasso partì con ogni probabilità da Eraclea Sintica, percorse la via lungo il fiume Strymon, liberando per prima cosa la città di Serdica (capitale dei Denteleti). Successivamente avanzò in direzione dei Mesi, invadendone le terre e battendoli insieme ai Bastarni del re Deldo, alla confluenza tra il fiume Ciabrus ed il Danubio, nelle vicinanze di Ratiaria. L'esito finale della campagna del 29 a.C. fu che i Bastarni furono costretti a tornare alle loro sedi originali, in Scizia, mentre i Mesi furono sottomessi.
28 a.C.L'anno successivo, Crasso si rivolse contro le popolazioni dei Traci, che lo avevano ostacolato sulla strada del ritorno l'anno precedente, ottenendo la sottomissione di Maedi, Serdi e Bessi, non degli Odrisi che si erano prontamente dimostrati a lui fedeli alleati. Riuscì, infine, a battere alcune tribù geto-daciche, presso le cave di Ciris, conquistando la loro roccaforte di Genucla, in Dobrugia. Sulla strada del ritorno, divise l'esercito in due colonne: con la prima attaccò i Mesi Triballi, la cui capitale era probabilmente Oescus (oggi Gigen), con la seconda, egli stesso, batté i Mesi Artaci. Al termine di questo secondo anno di campagna è, però, poco probabile che i Mesi siano stati annessi alla provincia di Macedonia. Al contrario, le tribù della Tracia, pur rimanendo ancora indipendenti, diventarono popoli clienti di Roma. Crasso era così riuscito ad affermare il prestigio romano sull'intera regione a sud del basso Danubio.
17 o nel 16 a.C.Il popolo degli Scordisci, alleatosi con quello dei Denteleti (abitanti l'alta valle del fiume Strymon) invadeva la provincia romana di Macedonia, ma erano respinti dal neo governatore di questa provincia, Lucio Tario Rufo.
16-15 a.C. circaI Bessi vennero ricacciati dalla frontiera macedone, mentre le colonie greche tra le bocche del Danubio e del Tyras chiesero la protezione di Roma.

## Forze in campo
Augusto riuscì a schierare un esercito composto da numerose legioni nel corso di questo ventennio di guerre, tra Macedonia ed Italia settentrionale, oltre a numerose unità ausiliarie ed una flotta lungo i principali fiumi (Sava e Drava). Si trattava delle legioni:
- per il fronte italico/illirico: Legio VIII Augusta, Legio VIIII Hispana, Legio XV Apollinaris e Legio XX Valeria Victrix.[19][20]
- per il fronte macedonico: Legio IIII Scythica, Legio V Macedonica e Legio VII Claudia Pia Fidelis;

## Campagne militari

### Agrippa e M.Vinicio (14 - 13 a.C.)
Il progetto di Augusto di occupare l'intera area balcanica fino al fiume Danubio fu portato a termine quasi vent'anni più tardi l'inizio delle sue prime campagne del 35-33 a.C., una volta divenuto padrone incontrastato del mondo romano. Egli, sull'esempio del padre adottivo, il grande Cesare, pianificò di sottomettere l'intera area compresa tra l'Adriatico, il fiume Drava, le terre dei Dardani e dei Mesi, stanco di subire continue scorrerie nelle province di Macedonia ed Illirico.
14 a.C.Marco Vinicio fu inviato in qualità di proconsole nella provincia dell'Illyricum, pronto ad intervenire contro le continue incursioni delle genti pannoniche nei territori romani compresi tra Emona e Siscia. Quest'ultimo operò cercando di avanzare verso est, tra le genti che abitavano tra i fiumi Drava (a nord) e Sava (a sud).
13 a.C.Augusto nel corso di quest'anno si recò ad Aquileia, per programmare l'occupazione dell'intera area illirica e balcanica. Marco Vinicio fu inviato in Macedonia come proconsole, mentre al genero ed amico fraterno, Agrippa, fu affidato l'Illirico, con «un potere maggiore di qualsiasi altro comandante che si trovasse al di fuori del suolo italico». La campagna di quest'anno prevedeva di avanzare contemporaneamente lungo due fronti (Illirico e Macedonia), in una manovra a tenaglia, che non desse scampo alle popolazioni pannoniche della valle della Sava. Fu così che, per prima cosa, si represse definitivamente la rivolta scoppiata tra i Pannoni della zona di Emona e Siscia dell'anno precedente; sul fronte orientale si procedette, invece, ad avanzare ed a occupare parte della Dardania in direzione di Sirmio. La scomparsa prematura di Agrippa, lasciò il nuovo compito nelle mani del figliastro del princeps: Tiberio Claudio Nerone, poiché la notizia della morte del generale aveva provocato una nuova ondata di ribellioni tra le genti sconfitte da Agrippa, in particolare Dalmati e Breuci.

### Campagne di Tiberio (12 - 9 a.C.)

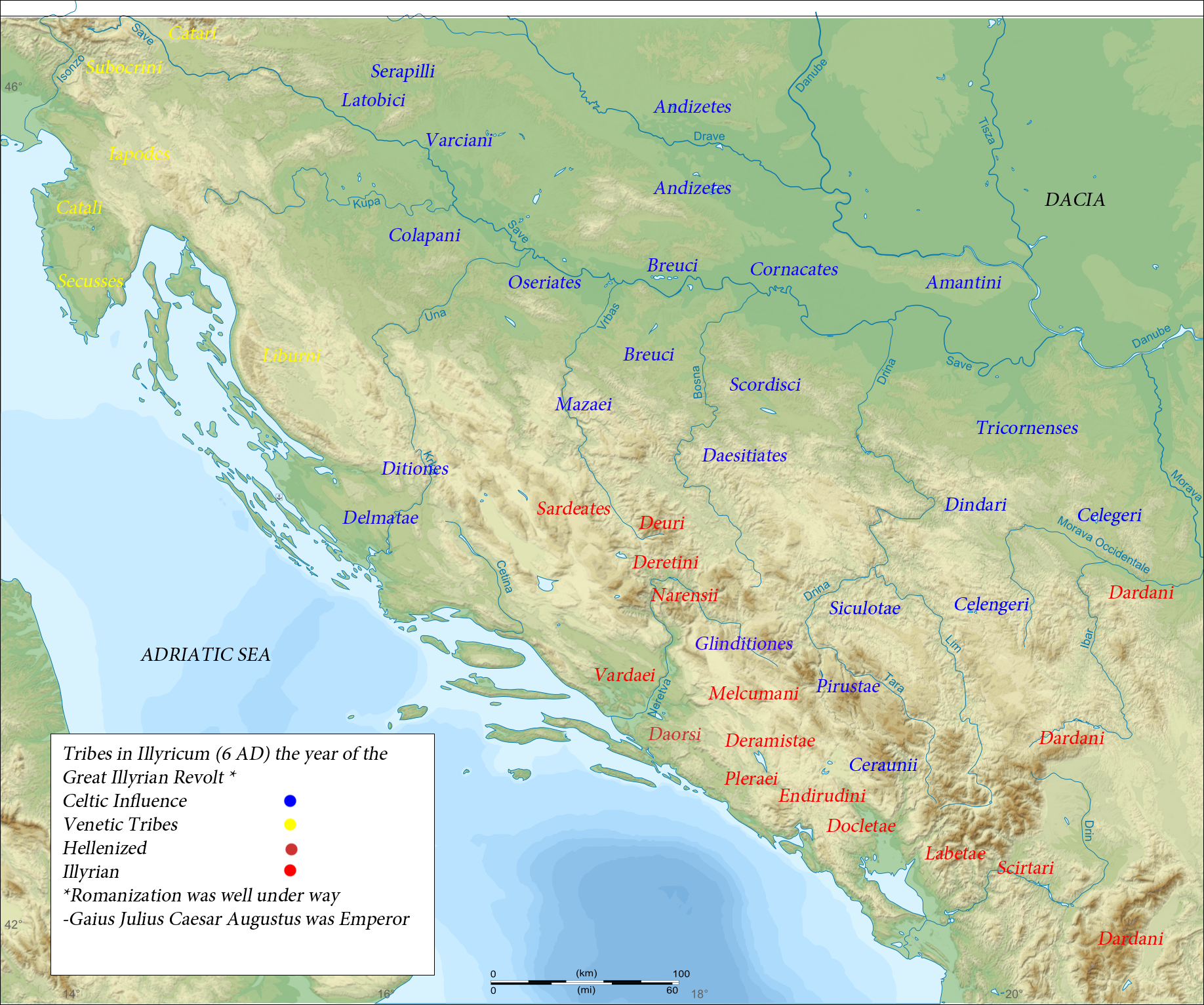
Le popolazioni dell'Illirico prima della conquista romana degli anni 13-9 a.C.

Così, dopo la morte di Marco Vipsanio Agrippa, il comando delle operazioni fu affidato al primogenito figliastro dell'imperatore, Tiberio, figlio di Livia Drusilla, che godeva ormai della fama di ottimo comandante.. Una volta nominato console fu inviato dal patrigno nell'Illirico, pronto a sottomettere l'intera area. Egli sgominò le forze nemiche e attuò una politica di durissima repressione contro gli sconfitti; grazie alla sua abilità strategica e all'astuzia che dimostrò, condusse gli eserciti romani per 4 anni contro le popolazioni di Dalmati e Breuci, avvalendosi anche dell'aiuto di validi generali come Marco Vinicio e Lucio Calpurnio Pisone in Tracia.
12 a.C.All'inizio di quest'anno è attestata nuovamente la presenza di Augusto presso il "quartier generale" di Aquileia. Sappiamo che con l'inizio delle operazioni militari dell'anno, Tiberio operò lungo il fiume Sava arrivando al termine della stagione militare a sottomettere i pannoni Breuci, grazie alla contemporanea avanzata del proconsole di Macedonia, Marco Vinicio. Sembra infatti che l'allora governatore della provincia macedonica, Marco Vinicio, sotto l'alto comando di Tiberio, abbia prima condotto il suo esercito lungo il fianco orientale dell'Illirico, consolidando la via di penetrazione che da Scupi (Skopje) conduceva a Naisso (Niš) e poi a Sirmio; in seguito sia riuscito ad occupare l'intera area della Dardania e della bassa valle della Sava (inclusa la piana di Sirmio), conquistando i territori della popolazione degli Amantini, sia sottomettendo (o stipulando con gli stessi un trattato di alleanza) anche il potente popolo degli Scordisci. Tiberio al termine delle operazioni decise di privare i suoi nemici delle armi e vendette come schiavi la maggior parte dei loro giovani, dopo averli deportati, mentre per questi successi Augusto concesse a Tiberio, non il Trionfo, ma gli ornamenta triumphalia. Contemporaneamente, lungo il fronte orientale, il governatore di Galazia e Panfilia, Lucio Calpurnio Pisone, era stato costretto ad intervenire in Tracia, poiché le genti del luogo, in particolare i Bessi, minacciavano il sovrano trace, Remetalce I, alleato di Roma.
Sempre attorno a quest'anno (tra il 13 ed l'11 a.C., anche le popolazioni dei Traci si rivoltarono a Roma, tanto da costringere il proconsole di Galazia e Panfilia, Lucio Calpurnio Pisone ad intervenire prontamente ed a sopprimere la rivolta dopo tre lunghe e faticose campagne militari (12-10 a.C.), al termine delle quali veniva imposto un protettorato su queste genti.
11 a.C.Quest'anno vide Tiberio impegnato prima con i Dalmati, che si erano ribellati, e poco dopo ancora contro i Pannoni che avevano approfittato della sua assenza, impegnando Tiberio contemporaneamente su due fronti e costringendolo a continui e repentini spostamenti. Grazie a queste imprese ottenne gli stessi riconoscimenti del fratello Druso maggiore, impegnato in Germania, vale a dire onori trionfali (ovvero gli ornamenta triumphalia). Dopo questa campagna militare, l'Illyricum venne affidato ad un legatus Augusti pro praetore, sotto il diretto controllo del princeps, poiché necessitava ora di un esercito di stanza nella provincia ed anche per la vicinanza dei Pannoni. Marco Vinicio supportò certamente Tiberio, spingendosi in una manovra a tenaglia da est all'interno dell'attuale Bosnia, ma potrebbe anche aver contribuito a sedare la rivolta in Tracia, a fianco di Pisone. Al termine di questa campagna l'intera area delle futura provincia di Dalmazia era sotto il controllo romano.
10 a.C.L'anno in corso vide un'invasione di Daci oltre il Danubio ghiacciato, nei territori dei Pannoni. Contemporaneamente i Dalmati si ribellarono nuovamente, vessati dai tributi imposti loro al termine della guerra di conquista. Tiberio, che si era recato in Gallia cisalpina insieme ad Augusto al principio dell'anno, fu così costretto a far ritorno sul fronte illirico, per affrontarli e batterli ancora una volta. Marco Vinicio, intervenuto dal fronte macedonico, non solo riuscì a respingerli, ma condotta una campagna punitiva contro Daci e Bastarni, fu quasi certamente il primo generale romano ad aver attraversato il Danubio. Al termine dell'anno Tiberio poté finalmente fare ritorno a Roma insieme al fratello Druso e ad Augusto, che si trovavano invece in Gallia Comata. Contemporaneamente lungo il fronte tracio-macedonico, Calpurnio Pisone riusciva al termine del terzo anno di feroce campagna (dal 12 al 10 a.C.), ad imporre un protettorato romano, sia sul regno di Tracia, sia su quello di Crimea e del Ponto, tanto da meritarsi gli ornamenta triumphalia. Conclusasi la lunga campagna, anche la Dalmazia, ormai definitivamente inglobata nello Stato romano e avviata al processo di romanizzazione, fu affidata come provincia imperiale al diretto controllo di Augusto: era infatti necessario che vi fosse stanziato permanentemente un esercito pronto a respingere eventuali assalti lungo i confini e a reprimere possibili nuove rivolte. Augusto, tuttavia, evitò in un primo momento di ufficializzare la salutatio imperatoria che i legionari avevano tributato a Tiberio, e si rifiutò di tributare al figliastro anche la cerimonia del trionfo, contro il parere che il senato aveva espresso. A Tiberio fu comunque concesso di percorrere la via Sacra su un carro ornato delle insegne trionfali e di celebrare un'ovatio: si trattò di un uso del tutto nuovo, che, sebbene inferiore al festeggiamento del trionfo vero e proprio, costituiva comunque un notevole onore.
Ecco come sintetizza queste campagne lo stesso Augusto nelle sue Res gestae:
9 a.C.L'ultimo anno fu dedicato da Tiberio alla riorganizzazione della nuova provincia dell'Illirico. Fu solo in seguito alla grande ribellione del 6-9 però che l'intera area fu divisa nelle due province di Dalmazia e Pannonia.

## Conseguenze
Al termine delle campagne di questi anni dei legati imperiali di Illirico e Macedonia, sotto l'alto comando prima di Agrippa e poi di Tiberio, l'intera area fu domata anche se non in modo definitivo. Augusto decise, inoltre, di trasferire l'Illirico alla giurisdizione del princeps, affidandolo ad un legatus Augusti pro praetore.
Infatti dopo un quindicennio di relativa tranquillità, nel 6, il settore danubiano tornò ad essere agitato. I Dalmati si ribellarono, e con loro anche i Breuci di Pannonia, mentre Daci e Sarmati compirono scorrerie in Mesia. Fu necessario sospendere ogni nuovo tentativo di conquista a nord del Danubio, per sopprimere questa rivolta durata per ben tre anni, dal 6 al 9.
Tutto veniva messo in discussione con lo scoppio di una rivolta presso tutte le genti pannoniche e della Dalmazia nel 6 d.C. Le campagne che si susseguirono durarono 4 anni, con l'impiego di non meno di 70 000/80 000 soldati romani. La rivolta fu infine soffocata nel sangue e 
Tiberio, in questo modo, fissò definitivamente il confine dell'area illirica al fiume Drava.